# Мужикян, Самвел Мушегович
Самвел Мушегович Мужикян (13 сентября 1968, Армянская ССР) — российский актёр театра и кино.

## Биография
Родился 13 сентября 1968 года. В 1992 году окончил Ленинградский государственный институт театра, музыки и кинематографии.
С 2009 года — актёр Санкт-Петербургского академического театра комедии имени Н. П. Акимова.
В кино дебютировал в 1992 году в фильме  «Восточный роман».
Есть дочь Екатерина.

## Театральные работы

### Театр им. В. Комиссаржевской
- «Дама с камелиями» — Арман[1][2]
- «Самоубийство влюблённых» — Самурай

### Театр п/у А. Б. Джигарханяна
- «12 ночь» — Орчико
- «Яблочная леди» — Красавчик Дейв (Мюзик-Холл)

### Театр комедии имени Акимова
- «Шум за сценой» — Гарри Ленжен
- «Как важно быть серьёзным» — Джон Уординг
- «Средство Макропулоса» — Ярослав Пруст
- «Торжество любви» — Гермократ[3][4][5]

## Фильмография
1. 1992 — Восточный роман — диссидент
2. 1992 — Рэкет — наркоман-бандит (нет в титрах)
3. 1998 — Дух — эпизод
4. 1998 — Сеньора — Мануэль Кальве, главарь банды
5. 2003 — Бедный, бедный Павел — заговорщик
6. 2003 — Женский роман — эпизод
7. 2003 — Мангуст — Нечаев (11 серия)
8. 2003 — Улицы разбитых фонарей 5 — эпизод
9. 2004 — Спецназ по-русски 2 — Амир, главарь боевиков
10. 2004 — Улицы разбитых фонарей 6 — Павел, гирудотерапевт (15 серия)
11. 2005 — Золотая Медуза — Флинт, участник наркотранзитной организации
12. 2006 — Викинг — Александр Зингер, офицер-подводник, друг Шведова
13. 2007 — Морские дьяволы 2 — Исмаилов (13 серия)
14. 2008 — Безымянная: Женщина в Берлине — Андропов
15. 2008 — Литейный 2 — Смирнитский (24 серия)
16. 2008 — Предприниматель (не был завершён) — Марио
17. 2009 — В одном шаге от Третьей мировой — Анастас Микоян
18. 2009 — И примкнувший к ним Шепилов — Анастас Микоян
19. 2009 — Легенда об Ольге — князь Гиперидзе
20. 2009 — Стая — Эмиль, партнёр Вадима
21. 2010 — Литейный 4 — Чёрный (32 серия)
22. 2010 — Улицы разбитых фонарей 10 — Герман Ялконен (10 серия)
23. 2011 — Дорожный патруль 10 — эпизод
24. 2011 — Ельцин. Три дня в августе — Хасбулатов, председатель Верховного Совета РСФСР
25. 2011 — Квартал — Левинсон
26. 2011 — Краткий курс счастливой жизни — Карен
27. 2011 — Литейный 6 — Рубен (8 серия)
28. 2011 — СОБР — Бахоев
29. 2012 — Виктория — Омар
30. 2012 — Зимний круиз — Алонсо, менеджер банка на Каймановых островах
31. 2012 — Кулинар — Зверь (фильм №8)
32. 2013 — Литейный 8 — Олег Родионов (19 серия)
33. 2013 — Три мушкетёра — испанский посол
34. 2014 — Григорий Р. — Ахмед
35. 2014 — Плата по счётчику — Максим Валентинов, начальник службы безопасности Эгершельда
36. 2014 — Позывной «Стая» 2 — Торо, премьер-министр
37. 2015 — Белая стрела. Возмездие — Имран
38. 2015 — Граница времени — главный режиссер театра
39. 2015 — Дружина — Фольквин фон Винтерштаттен, магистр Ордена меченосцев
40. 2015 — Морские дьяволы. Смерч-2 — местный бандит
41. 2015 — Охотник за головами — Николай Абрамчук
42. 2015 — Полицейский участок — эпизод
43. 2015 — Такая работа — Нурбаев, председатель общества помощи
44. 2015 — Шеф. Новая жизнь — «Эшон»
45. 2016 — Всё о мужчинах — эпизод
46. 2016 — Екатерина. Взлёт — султан Мустафа
47. 2017 — Крылья Империи — Сурен Спандарян
48. 2017 — Под напряжением — Михаил Яковлевич Бернвальд, психоаналитик
49. 2018 — Мельник — Азамат Сесенгалыевич Алиев («Батый»), киллер
50. 2018 — Реализация — «Шах», криминальный авторитет
51. 2018 — Непрощённый — Юрий, брат Виталия Калоева
52. 2018 — Великолепная пятёрка — Аркадий Розанов
53. 2018 — Мажор 3 — Магомед Гаджиев
54. 2018 — Пустыня — «Кавказец»
55. 2019 — Мост (2-й сезон) — Вадим Новиков
56. 2019 — Легенда Феррари — Фредерике Папа
57. 2020 — Старые кадры — Артур Давидович Корчевский, директор художественной галереи
58. 2021 — Чикатило — Виктор Михайлович, директор школы в Новошахтинске
59. 2022 — Однажды в пустыне — Салман
60. 2022 — Игра на выживание-2 — Левон Багрикян, прокурор Ставропольского края
61. 2022 — Конец света — адвокат Белова
62. 2023 — Фандорин. Азазель — сенатор
63. 2024 — Лихие — Бадрик, высокопоставленный авторитет (прототип Бадри Когуашвили, «Бадри Кутаисский»)